# بان لينا
بان لينا (بالصينية: 潘丽娜) (18 يوليو 1977 - ) هي لاعبة كرة قدم صينية في مركز الوسط، شاركت في الألعاب الأولمبية الصيفية 2000.

## وصلات خارجية
- بان لينا على موقع الاتحاد الدولي (مؤرشف)  (الإنجليزية)
- بان لينا على موقع قاعدة بيانات كرة القدم.إي يو (الإنجليزية)
- بان لينا على موقع Soccerway.com (الإنجليزية)
- بان لينا على موقع أوليمبيديا (الإنجليزية)
- بان لينا على موقع اللجنة الأولمبية الصينية (الإنجليزية)